# Empathie chez les poulets
L'empathie chez les poulets est la capacité de comprendre et de partager les émotions entre poulets. L'« Initiative pour le bien-être animal » (Animal Welfare Initiative) du Biotechnology and Biological Sciences Research Council (BBSRC) définit et reconnaît que «...les poules possèdent une faculté fondamentale pour l'empathie... ». Ces réponses empathiques chez les animaux sont bien documentées et sont généralement abordées de concert avec les questions liées à la cognition animale. La distinction entre la cognition animale et l'émotion animale est reconnue par les éthiciens. L'attribut empathique chez les poulets a non seulement été étudié pour en établir l'existence, mais a également mené à des applications menant à la réduction du stress au sein des élevages de volailles.

## Définition

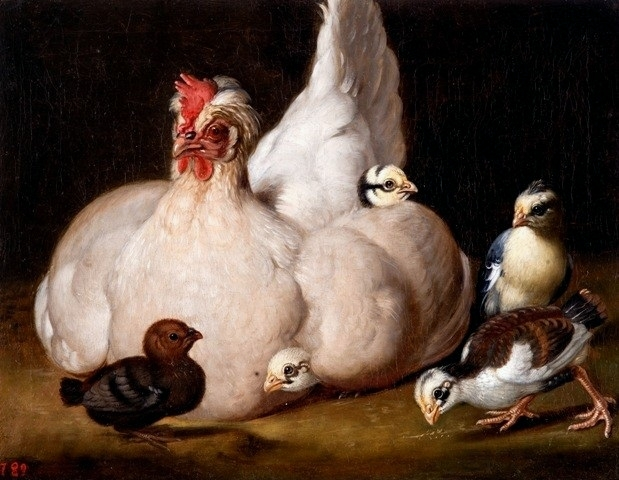
Poule blanche avec des poulets (Hamilton)

Les éthiciens font la distinction entre cognition animale et émotion animale. Alors que la cognition couvre tous les aspects liés au processus de réflexion chez les animaux, l'émotion concerne leur état d'esprit. Même si les phénomènes tels que la reconnaissance de soi-même, la mémoire, la résolution de problèmes ont déjà été étudiés, ce n'est que plus récemment que la capacité de partager l'état émotionnel d'un autre individu a été établie chez les poules,,,.
Les adultes femelles possèdent au moins un des attributs essentiels à l'empathie, c'est-à-dire la faculté d'être affectées par l'état émotionnel d'un autre oiseau et de partager cet état. Les poulets ont les éléments de base nécessaires à l'empathie émotionnelle,,,. 
L'empathie est parfois considérée comme une forme d'intelligence émotionnelle et est mise en évidence quand les poules montrent des signes d'anxiété alors qu'elles observent leurs poussins dans des situations de détresse. On a dit des poules qu'elles « ressentent la douleur de leurs petits » et qu'elles ont la faculté « d'être affectées par l'état émotionnel d'un autre oiseau, et de partager cet état ».

## Études scientifiques
Une étude financée par le BBSRC et publiée en 2011 a été la première à observer que les poulets font preuve d'empathie. C'est la première étude à utiliser à la fois des méthodes comportementales et physiologiques pour mesurer ces traits chez les oiseaux. 
La méthodologie a consisté à exposer des poussins à un jet d'air, ce qu'ils trouvent légèrement pénible. Pendant l'opération, les réactions physiologiques et comportementales de la mère ont été suivies de manière non invasive. On a observé que les poules ont modifié leur comportement en réponse à la situation de détresse de leurs petits : diminution du toilettage (lissage des plumes), vigilance accrue, et une augmentation du nombre de vocalises adressées à leurs poussins. Ces comportements sont interprétés par l'étude comme une manifestation d'inquiétude. En outre, la fréquence cardiaque des poules a augmenté et la température de leurs yeux a diminué,.
L'augmentation de la fréquence cardiaque chez la mère est corrélée au degré de détresse souffert par les poussins. Par ailleurs, la manifestation d'empathie par les poules à l'égard de leurs poussins s'accompagne par la réduction de la détresse chez ceux-ci.

## Peur chez les poulets
Des enquêtes précédentes ont établi les indicateurs de réponse émotionnelle chez les poulets. On observe ainsi différents niveaux de vigilance chez les poulets domestiques. Les poules manifestent leur peur en passant davantage de temps debout, alertes, et en augmentant le comportement de toilettage. Avant même que l'empathie chez les poulets ait été observée, d'autres recherches montraient déjà que les poules évitent les environnements où elles sont plus alertes et plus susceptibles de faire du toilettage.

## Applications
L'empathie chez les poulets n'a pas seulement été étudié pour prouver son existence, mais a également eu des retombées concrètes dans la réduction du stress dans les élevages de volailles.
Il a même été question pendant un certain temps de convertir une prison de Virginie en « Musée de l'empathie chez le poulet » par PETA pour sensibiliser les gens à la nature émotionnelle et empathique des poulets,,,.

## Critiques
Le concept de l'empathie chez les poulets ne fait pas l'unanimité. Certains chercheurs n'ont trouvé aucune preuve émotionnelle chez les poulets.